# Мунзук, Максим Монгужукович
Максим Монгужукович Мунзук (2 мая 1910 или 15 сентября 1910, Межегей, Тандинский кожуун — 28 июля 1999, Кызыл) — советский тувинский и российский актёр, один из основателей национального театра. Исполнитель роли Дерсу Узалы в одноимённом фильме Акиры Куросавы. Народный артист РСФСР (1975). Народный артист Тувинской АССР (1966).

## Биография
Максим Мунзук был разносторонней творческой личностью. Он был актёром, режиссёром, певцом, собирателем музыкального фольклора, композитором, педагогом. Им сыграно большое количество ролей различного характера на сцене Тувинского музыкально-драматического театра имени В. Кок-оола. Народный артист РСФСР и Тувинской АССР.
Максим Мунзук сыграл в 22 фильмах, среди которых и оскароносный «Дерсу Узала», и документальный фильм «Алмазная тропа», и драма «Сибириада» Андрея Кончаловского. Среди самых интересных и ярких театральных ролей стоит отметить следующие: Тонгур-оол («Тонгур-оол» Салчака Тока), феодал Шыырап в «Боттанган кузел» («Осуществлённая мечта» Салчака Тока). Также Максима Монгужуковича помнят в образах Андрея Валько в «Молодой гвардии», слуги Осипа в «Ревизоре», Жухрая в постановке «Как закалялась сталь» по Николаю Островскому.
В 2017 году некоммерческая организация «Благотворительный культурно-исторический фонд „Октаргай“» (председатель фонда — известный художник Баранмаа Александр Насович) собирает средства на создание двухметрового памятника Максиму Мунзуку.

### Семья
- Жена — актриса и певица Кара-Кыс Номзатовна Мунзук (1918—1995), народная артистка РСФСР.
- Сын — Мерген Максимович Мунзук, лётчик.
- Дочь — актриса и политик Галина Максимовна Мунзук (род. 1955), заслуженная артистка России, член Совета Федерации РФ от Тувы. Окончила Государственное театральное училище им. Щукина, артистка Тувинского музыкально-драматического театра имени В. Кок-Оола. Была депутатом Законодательной палаты Великого Хурала Республики Тыва. С 2011 по 2014 год — член Совета Федерации Федерального собрания РФ от исполнительной власти Республики Тыва.
- Дочь — Светлана Максимовна Мунзук.

## Награды и премии
- Почётная грамота Президиума Малого Хурала Тувинской Народной Республики от 19 августа 1938 года за № 43
- Медаль «За доблестный труд» Д № 370251 от 6 июня 1945 года
- Почетная грамота и звание «Заслуженный артист РСФСР» (02.03.1961).
- Почётная грамота и звание «Народный артист Тувинской АССР» от 24 марта 1966 года
- Почётная грамота Верховного Совета Якутской АССР от 25 июня 1969 года
- Народный артист РСФСР (1975).
- Медаль «Ветеран труда» от 29 июня 1982 года
- Орден Дружбы народов (1982)[6].
- Медаль «Почётный гражданин г. Дуарнене», Франция, от 1 сентября 1987 года
- Медаль «Советского фонда мира» от 27 января 1989 года
- Звание «Почётный гражданин г. Кызыла» от 12 августа 1994 года
- Медаль «50 лет Победы в Великой Отечественной войне 1941—1945 гг.» от 22 марта 1995 года
- Государственная премия Республики Тыва.

## Фильмография
- 1959 — Люди голубых рек — Делгер, охотник
- 1971 — Пропажа свидетеля — Тыхе, проводник
- 1974 — Северная рапсодия — покупатель, нанаец
- 1975 — Дерсу Узала — Дерсу Узала, охотник-проводник
- 1978 — Алмазная тропа — Келтегей, охотник
- 1978 — Голубка — гость-тувинец
- 1978 — Предварительное расследование — Арчё, артельщик
- 1978 — Сибириада — Федька, охотник-промысловик
- 1979 — Последняя охота — Келеуге, охотник
- 1979 — По следу властелина — Угадайкин, проводник
- 1979 — Прогулка, достойная мужчин — Ванжа, проводник
- 1981 — Валентина — Илья Еремеев, охотник
- 1982 — Схватка — Комо, охотник
- 1986 — Игорь Саввович — Дед Максим, охотник
- 1987 — Время летать — пассажир-эвенк
- 1987 — Приказ — старый охотник, удыгеец
- 1988 — Гадание на бараньей лопатке — Дед Анджа, дедушка
- 1989 — Месть — Ян, старик
- 1990 — Под северным сиянием — Нияко, старик